# Somogyi Károly (színigazgató)
Somogyi Károly (Pusztakovácsi, 1845. október 11. – Nagyvárad, 1908. március 6.) színész, rendező, színigazgató.

## Életútja
Színészi pályáját 1864-ben kezdte Ipolyságon, Hetényi Józsefnél mint hősszerelmes és azontúl mindig elsőrendű társulatoknál volt szerződtetve, így többek között Győrött Kocsisovszky Jusztinnál és Lászy Vilmosnál (1870–74.) 1874. január 29-én Székesfehérvárott házasságra lépett Nagy Júlia (1850–1919) színésznővel. 1875 húsvétjától Sopronban működött, Némethyné társulatánál. 1876. szeptember 11-én mint vendég fellépett a Nemzeti Színházban, Csiky Gergely Jóslat című vígjátékának Helios szerepében; szeptember 13-án pedig az Egy szegény ifjú történetében. 1877-ben Kassán játszott Lászy Vilmosnál, 1882-ben pedig Aradon. 1886 októberében színigazgató lett, Sopronban, majd Győrött játszott, azután bevonult Pécsre, innen Balatonfüredre ment, majd Kaposvárra. 1889. június 13-án ünnepelte 25 éves, 1904. február 12-én pedig 40 éves jubileumát, Nagyváradon, a Váljunk el című vígjáték Desprunelles szerepében. 1892 szeptemberében Szegeden, azután Nagyváradon volt színigazgató. Pontos, rendszerető igazgató volt. Hosszú időn át tanácsosa volt az Országos Színészegyesületnek. 1907. június 1-én nyugalomba vonult. Síremlékét 1912. november 1-én avatták fel.

## Működési adatai
1869: Székesfehérvár; 1870–73: Komárom, Győr; 1874: Pozsony, Arad, Sopron; 1875: Miskolc; 1876: Arad, Szeged; 1877: Kassa; 1878: Eperjes, Szeged; 1879: Szeged; 1880: Kecskemét; 1881–82: Arad, Nagyvárad; 1884: Pécs; 1885: Debrecen.